# Anton Kokalj (častnik)
Anton Kokalj (vzdevek/ilegalno ime? Tonči), * 7. junij 1892, Ljubljana, † 7. maj 1945, Zalesnika pri Grgarju.
Kokalj je v Avstro-Ogrski končal kadetnico in je tik pred prvo svetovno vojno postal poročnik. Ob koncu vojne je imel čin majorja in je svojo aktivno vojaško kariero nadaljeval v Jugoslovanski kraljevi armadi. Služboval je v različnih mestih, nato pa je postal adjutant jugoslovanskega regenta, kneza Pavla. Med tem je napredoval v čin podpolkovnika in nato 6. septembra 1935 v polkovnika. 
Pred izbruhom druge svetovne vojne je postal poveljnik 66. konjeniškega polka. Po kapitulaciji Kraljevine Jugoslavije je bil najprej nekaj časa v hišnem priporu v Beogradu. Med tem je njegova družina odpotovala v Ljubljano, sam pa se ji je pridružil šele čez nekaj mesecev. 
Spomladi 1942 ga je italijanska zasedbena oblast skupaj z drugimi častniki internirala v Gonarsu, Monte Male pri Torinu in v Chiesanuovi pri Padovi. Izpuščen je bil na začetku decembra istega leta. V začetku novembra 1943 je Kokalj odšel v Trst , kjer je ob soglasju nemškega poveljnika policije generallajtnanta Odila Globocnika ustanovil Slovenski narodni varnostni zbor (SNVZ). Sprva je v njem deloval kot inšpektor štaba, od 9. februarja 1945 pa je bil tudi njegov poveljnik.
Konec aprila 1945 se je Kokalj s svojimi častniki z avtom peljal proti Gorici, kjer so jih zajeli pripadniki OZNE. Vse zajete, vključno z Antonom Kokaljem so usmrtili in njihova trupla odvrgli v brezno.